# Józef Kałuża
Józef Kałuża (Premissel, atual Przemyśl, 11 de fevereiro de 1896 - Cracóvia, 11 de outubro de 1944) foi um futebolista e treinador polaco.

## Carreira
Józef Kałuża convocou e comandou o elenco da Seleção Polonesa de Futebol, na Copa de 38. 